# Dejan Savić
Dejan Meh Savić rojen 1984 v Mariboru je filozof, okoljevarstvenik predvsem področju podnebno energetskih vsebin. Med 2010 in 2018 je deloval kot predstavnik Greenpeace v Sloveniji, kjer je deloval kot predstavnik za podnebno energetsko področje in kot vodja programa.

## Življenje
Dejan Meh Savić je univerzitetni diplomirani filozof in doktor filozofije. Univerzitetno izobrazbo je pridobil na Filozofski fakulteti Univerze v Ljubljani. V javnosti se je določeno obdobje pojavljal kot analitik podnebno energetskih politik. Sodeluje z Zofijinimi ljubimci v pobudah, ki so povezane z okoljskimi in podnebnimi temami. V kratkem obdobju je sodeloval v slovenski enoti Unesco katedre za bioetiko v okviru Fakultete za družbene vede Univerze v Ljubljani. Svoja stališča, mnenja in razmišljanja občasno objavlja v intervjujih, člankih in oddajah, ter v redni kolumni Eko blogi na Delo.si in Zelenem Delu.

## Študijska leta
Leta 2010 je diplomiral na oddelku za filozofijo na Filozofski fakulteti v Ljubljani. Njegovo diplomsko delo Zelena država: zagovor ekološke države na temelju teorije pravičnosti Johna Rawlsa je bilo nagrajeno s fakultetno Prešernovo nagrado. Doktoriral je leta 2017 pod mentorstvom Igorja Pribca z disertacijo Medgeneracijska pravičnost kot temelj ravnanja z okoljem.

## Strokovna dela
Dejavnosti
2010 - 2018 - Predstavnik podnebno energetsko politiko Greenpeace v Sloveniji
2016 - član slovenske enote Unesco katedre za bioetiko
Znanstvene objave
2012 - Ali tradicionalna etika zadostuje za soočanje z izzivi podnebnih sprememb ali pa potrebujemo novo etiko? (COBISS)
2016 - Responsibility for climate change : does the argument from inconsequentialism extend to small countries? v soavtorstvu s Friderikom Klampferjem. (COBISS)
2017 - Why we need environmental activism?, Academia Aestiva Internationalis (COBISS)
2017 - Medgeneracijska pravičnost kot temelj ravnanja z okoljem, doktorska disertacija. (COBISS)
2017 - Etični pomisleki o filtriranju vsebin na družbenih omrežjih. (COBISS)
Strokovne objave
2010 - Ne gore jedrskih odpadkov, potrebujemo energetsko revolucijo! Objektiv, Dnevnik 
2010 - Prihodnost se dogaja že v sedanjosti, Objektiv, Dnevnik.
2011 - Primerjalna analiza volilnih programov strank z vidika trajnostnega razvoja za področje podnebje in energija, državnozborske volitve
2011 - Premog in jedrska energija prinašata več škode kot koristi, Predvolilna analiza strankarskih programov na področju podnebno energetskih politik. Soavtorstvo Nina Štros, Objektiv, Dnevnik – časnik. 
2014 - Toliko je na kocki. Komentar kandidature Alenke Bratušek za evropsko komisarko. Večer.
2014 - Nemčija: več obnovljivih virov, bolj stabilno omrežje, Energetika.NET,(september 2014).
2014 - Energetska tranzicija je naša moralna dolžnost : Teš 6, Jek 2 in druge okoljske težave, Delo, Sobotna priloga.
2016 - Osvoboditi energetsko politiko. Večer.
2017 - EU’s eastern half slow to join wind and solar revolution. Prispevek k analizi energetskih politik Vzhodne Evrope. Intelinews.
2017 - Veter namesto premoga. Komentar zaostanka Slovenije na področju uvajanja vetrne energije. Večer. Arhivirano 2017-05-29 na Wayback Machine.
2017 - S soncem proti energetski revščini. Del vsebine nastopa na seji odbora za infrastrukturo v Državnem zboru. Greenpeace.
2017 - Na Sonce. Komentar državne strategije o uvajanju električnih vozil. Večer, 23.10.2017.

## Poljudna dela
2012 - 2016 kolumne v mladinski publikaciji Indijanez.
2016 - 2018 kolumne v okviru Eko blogov na Delo.si in v Zelenem Delu.